# Protomelas fenestratus
The Fenestratus Hap (Protomelas fenestratus), colloquially called "Fenestratus" among aquarium fish enthusiasts, là một loài cá thuộc họ Cichlidae. 
Protomelas fenestratus là một substrate blower. They blow away the substrate, to uncover insect larvae and crustaceans. They are characterized by vertical bars, và thin horizontal lines of varying darkness depending on location. The males blue colouration obscures the barring when dominant.
Nó được tìm thấy ở Malawi, Mozambique, và Tanzania. Môi trường sống tự nhiên của chúng là hồ nước ngọt.